# Хичкок, Сильвия
Си́львия Луи́за Хичко́к (англ. Sylvia Louise Hitchcock; 31 января 1946 — 16 августа 2015) — американская актриса

 и фотомодель; обладательница титулов «Мисс Алабама США», «Мисс США» и «Мисс Вселенная».

## Биография
Родилась в городе Хейверилл, штат Массачусетс, и выросла на птицеферме в Майами. Окончила школу Miami Palmetto High School и колледж Miami-Dade Junior College, после чего изучала искусство в Университете Алабамы, однако после победы на конкурсе «Мисс США» оставила обучение.
До этого конкурса Сильвия участвовала в конкурсе во Флориде, представляла Алабаму на конкурсе «Мисс США 1967». Там она была выбрана в число 15 лучших на конкурсе в купальниках, после чего 22 мая 1967 года стала «Мисс США».
Подобно Линде Бемент в 1960 году, Сильвия одержала победу в качестве Мисс США так же и на конкурсе Мисс Вселенная.
После победы в конкурсах красоты она попробовала себя в модельном бизнесе в Нью-Йорке, но не смогла сделать там карьеру и возвратилась в Майами к работе на телевидении.

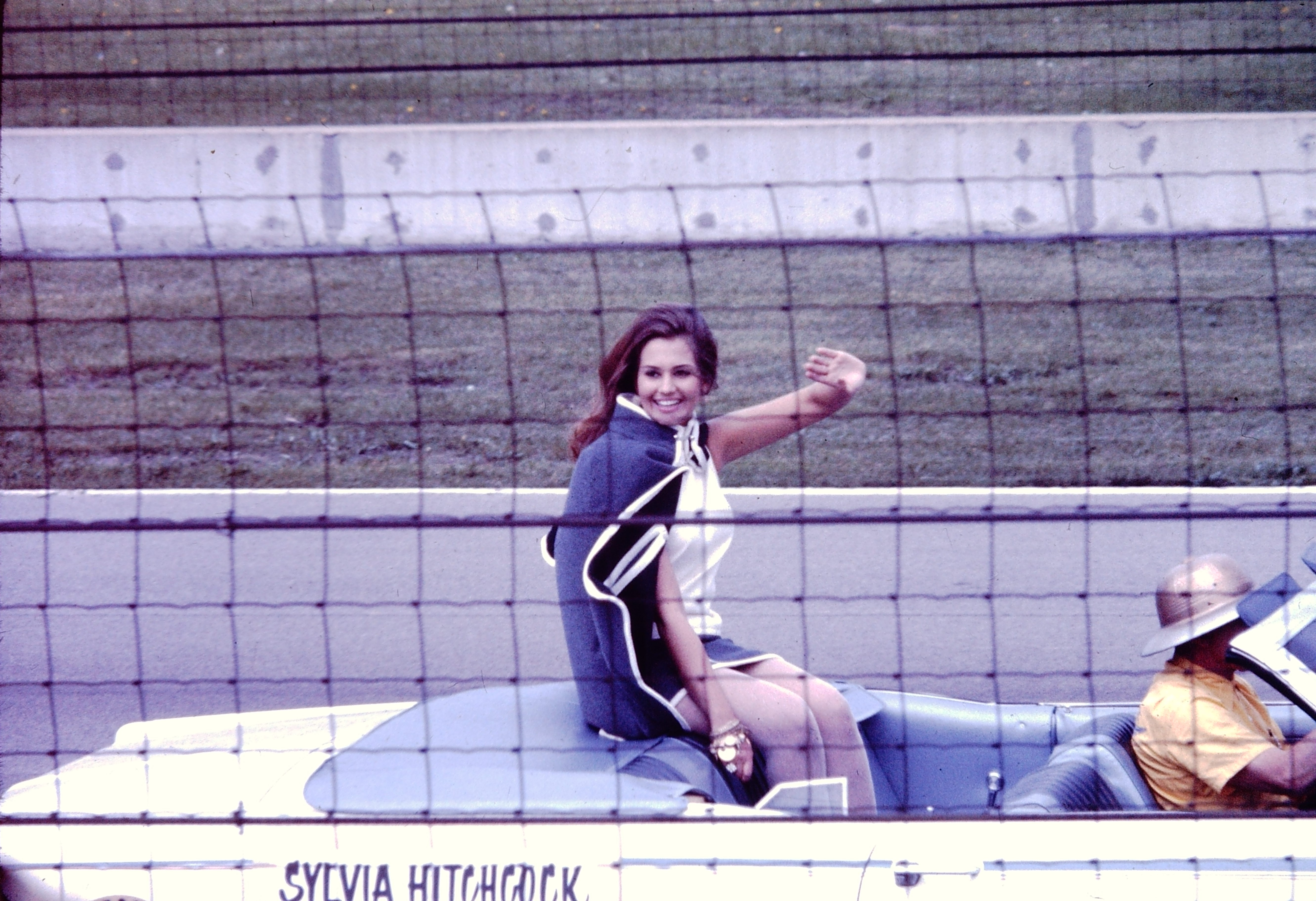
С. Хичкок на «Индианаполис 500» (30 мая 1968 года)

В 1972 году она стала одной из 12 судей на конкурсе Мисс Вселенная 1972, на котором победила Керри Энн Уэллс.
В 1970 году Сильвия Хичкок вышла замуж за Уильяма Карсона, который занимался выращиванием фруктов на собственной ферме и был изобретателем машины для сбора фруктов. В браке у них родилось трое сыновей: Джонатан (1974 г. р.), Кристиан и Уилл и дочь Зепхир. Имели семеро внуков.
Проживала в Лейк-Уэйлс, Флорида вплоть до самой своей смерти 15 августа 2015 года. На тот момент ей было 69 лет; смерть наступила от рака.